# 艾伯特·牛顿
艾伯特·牛顿（英語：Albert Newton，约1910年—1989年），澳大利亚男子草地滚球运动员。他曾代表澳大利亚参加1950年大英帝国运动会草地滚球比赛，获得一枚银牌。